# هایپ بوی
«هایپ بوی» (انگلیسی: Hype Boy) ترانه‌ای از نیوجینز، گروه دخترانه اهل کره جنوبی برای نخستین آلبوم چندآهنگهٔ گروه به نام نیو جینز (۲۰۲۲) است. ادور، زیرمجموعهٔ مستقل هایب کورپوریشن، چهار موزیک ویدئو برای این ترانه در ۲۳ ژوئیه ۲۰۲۲ منتشر کرد. «هایپ بوی» به صورت رسمی برای دانلود و استریم، به عنوان دومین تک‌آهنگ این آلبوم چندآهنگه در ۱ اوت ۲۰۲۲ منتشر شد.

## جدول‌های موسیقی
| جدول (۲۰۲۲–۲۰۲۳)                | بالاترین جایگاه |
| ------------------------------- | --------------- |
| آرژانتین (آرژانتین هات ۱۰۰)     | ۹۰              |
| کانادا (۱۰۰ تک‌آهنگ داغ کانادا)  | ۹۵              |
| ۲۰۰ آهنگ جهانی (بیلبورد)        | ۵۲              |
| هنگ کنگ (بیلبورد)               | ۱۸              |
| اندونزی (بیلبورد)               | ۱۶              |
| ژاپن (۱۰۰ آهنگ داغ ژاپن)        | ۴۱              |
| تک‌آهنگ‌های ترکیبی ژاپن (اوریکون) | ۳۳              |
| مالزی (بیلبورد)                 | ۱۰              |
| فیلیپین (بیلبورد)               | ۱۱              |
| سنگاپور (بیلبورد)               | ۶               |
| سنگاپور (آرآی‌ای‌اس)              | ۵               |
| کره جنوبی (بیلبورد)             | ۱               |
| کره جنوبی (گائون)               | ۲               |
| تایوان (بیلبورد)                | ۹               |
| ویتنام (ویتنام هات ۱۰۰)         | ۹               |

| جدول (۲۰۲۲)       | بالاترین جایگاه |
| ----------------- | --------------- |
| کره جنوبی (گائون) | ۲               |

| جدول (۲۰۲۲)          | جایگاه |
| -------------------- | ------ |
| گلوبال ۲۰۰ (بیلبورد) | ۱۹۴    |
| کره جنوبی (گائون)    | ۱۸     |

| جدول (۲۰۲۳)          | جایگاه |
| -------------------- | ------ |
| گلوبال ۲۰۰ (بیلبورد) | ۱۴۷    |
| ژاپن (ژاپن هات ۱۰۰)  | ۶۸     |
| کره جنوبی (گائون)    | ۲      |

## گواهی‌نامه‌ها
| منطقه                                  | گواهی       | واحد گواهی‌شده/فروش |
| -------------------------------------- | ----------- | ------------------ |
| ژاپن (آرآی‌ای‌جی)                        | Platinum    | ۱۰۰٬۰۰۰٬۰۰۰        |
| کره جنوبی (گائون)                      | ۲× Platinum | ۲۰۰٬۰۰۰٬۰۰۰        |
| رقم فقط پخش جاری تنها بر پایهٔ گواهی‌ها. |             |                    |